# Otto Winckelmann
Otto Winckelmann (* 8. Februar 1858 in Berlin; † 28. Februar 1923 in Freiburg/Br.) war ein deutscher Historiker und Archivar.

## Leben und Wirken
Nach dem Besuch des Friedrichswerderschen Gymnasiums in Berlin bis 1876 studierte Otto Winckelmann zunächst Rechtswissenschaft, dann Geschichte an den Universitäten Berlin, Heidelberg, Lausanne und Innsbruck und promovierte 1882 an der Universität Straßburg. Von 1889 bis 1919 war er Stadtarchivar, seit 1907 städtischer Archivdirektor am Stadtarchiv Straßburg, von 1906 bis 1912 leitete auch die Stadtbibliothek Straßburg. Im Jahre 1912 wurde ihm der Professorentitel verliehen. 
Winckelmann veröffentlichte zahlreiche Arbeiten insbesondere zur Geschichte Straßburgs und der Reformationszeit.
1922 verlieh ihm die Universität Heidelberg die theologische Ehrendoktorwürde. 

## Schriften
- Die Beziehungen Kaiser Karls IV. zum Königreich Arelat. Ein Beitrag zur Reichsgeschichte im 14. Jahrhundert. Trübner, Straßburg 1882 (Dissertation Universität Straßburg) (Digitalisat).
- (Bearb.): Politische Correspondenz der Stadt Strassburg im Zeitalter der Reformation. Bd. 2: 1531–1539, Bd. 3: 1540–1545 (= Urkunden und Akten der Stadt Strassburg, Abt. 2). Trübner, Straßburg 1887/1898.
- Beiträge zur Geschichte der staatsrechtlichen Beziehungen Lothringens zum Reich im 16. Jahrhundert. In: Jahrbuch der Gesellschaft für lothringische Geschichte und Altertumskunde, Bd. 2 (1890), S. 186–213.
- Über die Bedeutung der Verträge von Kadan und Wien (1534–1535) für die deutschen Protestanten. In: Zeitschrift für Kirchengeschichte, Bd. 11 (1890), S. 212–252.
- Der Schmalkaldische Bund 1530–1532 und der Nürnberger Religionsfriede. Heitz, Straßburg 1892 (Digitalisat)
- Die Neueinrichtung des Strassburger Stadtarchivs. In: Archivalische Zeitschrift, Bd. 17 (1893), S. 109–122.
- Zur Geschichte des deutschen Theaters in Straßburg unter französischer Herrschaft. In: Jahrbuch für Geschichte, Sprache und Literatur Elsaß-Lothringens, Bd. 14 (1898), S. 192–237.
- (Hrsg., mit Johannes Ficker): Handschriftenproben des sechzehnten Jahrhunderts nach Strassburger Originalen. Zwei Bände. Trübner, Straßburg 1902/1905.
- Zur Erklärung der Strassennamen in der Neustadt Strassburgs. Van Hauten, Straßburg 1903.
- Straßburger Frauenbriefe des 16. Jahrhunderts. In: Archiv für Kulturgeschichte, Bd. 2 (1904), H. 2, S. 210–219.
- Strassburgs Verfassung und Verwaltung im 16. Jahrhundert. In: Zeitschrift für die Geschichte des Oberrheins, N.F., Bd. 18 (1905), S. 493–537 u. 600–642.
- Zur Kulturgeschichte des Strassburger Münsters im 15. Jahrhundert. In: Zeitschrift für die Geschichte des Oberrheins, N.F., Bd. 22 (1907), S. 248–290.
- Die Armenordnungen von Nürnberg (1522), Kitzingen (1523), Regensburg (1523) und Ypern (1525). In: Archiv für Reformationsgeschichte, Bd. 11 (1914), S. 1–18.
- (Mitbearb.): Strassburg im Elsass und Umgebung. Seifert, Stuttgart 1914.
- Die ältesten Armenordnungen der Reformationszeit (1522–1525). In: Historische Vierteljahrschrift, Bd. 17 (1914/15), S. 187–228.
- Der Glocken- und Büchsengießer Georg Guntheim von Straßburg. In: Zeitschrift für historische Waffen- und Kostümkunde, Bd. 8 (1918/1920), S. 280–288.
- Das Fürsorgewesen der Stadt Strassburg vor und nach der Reformation bis zum Ausgang des sechzehnten Jahrhunderts; ein Beitrag zur deutschen Kultur- und Wirtschaftsgeschichte (= Quellen und Forschungen zur Reformationsgeschichte, Bd. 5). Heinsius, Leipzig 1922.